# Fernand Lefèbvre
Fernand Lefèbvre, né le 28 septembre 1905 à Poissy, à l’époque en Seine-et-Oise, de nos jours dans les Yvelines, et mort le 27 juillet 1946 à Buenos Aires, Argentine, était un aviateur français. Résistant et pilote de chasse durant la Seconde Guerre mondiale, puis pilote d'essai après-guerre, il est mort en service aérien commandé.

## Biographie
Passionné d'aviation, Fernand Lefebvre s'engage dans l'Armée de l'air (vers 1924), obtient son brevet militaire de pilote. Il est affecté à Thionville puis à Saint-Cyr. En 1930, à la fin de son engagement, il participe à des meetings de voltige aérienne en Afrique, devient moniteur de pilotage à Aulnat et Villacoublay. En 1935, il devient pilote d'essais pour Loire Nieuport. Pendant la seconde guerre mondiale, en 1940, il intègre le Groupe de Chasse GC 1/6 et vole sur chasseur MS 406. Après la défaite, il décide de contribuer à s'opposer l'invasion allemande : il entre dans la résistance et met en application ses connaissances aéronautiques afin de trouver des terrains utiles aux parachutages et atterrissages alliés au profit de la résistance. Ayant été repéré pour ses activités clandestines, il s'enfuit en novembre 1941 en direction de l'Espagne avec comme objectif : la Grande-Bretagne. Accompagné par d'autres camarades, notamment par le comédien Pierre Dac, il franchit les Pyrénées. Ils sont arrêtés et emprisonnés à la prison Carcel Modelo (semble-t-il) à Barcelone puis il est transféré à la prison de Miranda.
Il est finalement libéré de la prison espagnole et arrive au Royaume-Uni en octobre 1942. Le lieutenant Lefebvre s'engage immédiatement dans les Forces aériennes Françaises Libres (FAFL) pour poursuivre le combat interrompu en 1940. Après une période de formation, il est affecté en Afrique au Groupe de Bombardement "Bretagne" dont il prend le commandement en tant que capitaine de septembre à novembre 1943. Le groupe devait partir pour renforcer les troupes russes à Moscou mais finalement l'opération n'aura pas lieu. Le GB Bretagne partira pour Téleghma pour conversion sur les bombardiers bimoteurs B-26 Marauder. Il faut dire que les appareils (Lysander, Potez 540, Blenheim) étaient extrêmement usés et dépassés. 
Après la fin de la guerre, il reprend son travail de pilote d'essais à la S.N.C.A.S.O.. Afin de vendre le bimoteur de transport SO 93 à l'Argentine, il est envoyé dans ce pays afin de faire des démonstrations en vol. Malheureusement, l'avion perd une aile en plein meeting et se crashe, tuant Fernand Lefèbvre et son mécanicien Georges Sixdenier le 27 juillet 1946. 

## Distinctions
- Chevalier de la Légion d'honneur
- Croix de guerre 1939-1945 avec 2 citations
- Médaille de la Résistance française

## Hommages
Une avenue porte son nom dans la commune de Poissy.
Une plaque posée au no 42 boulevard de Strasbourg, à Toulouse, rappelle qu'il y a vécu entre 1940 et 1941 avec Pierre Dac.